# Romanha
|  | Per a altres significats, vegeu «Romanha (Òlt i Garona)». |

Romanha (occità) o Romagne (francès) és un comú francès al departament de la Gironda (regió de Nova Aquitània).

## Demografia
| 1962                                       | 1968 | 1975 | 1982 | 1990 | 1999 | 2007 |
| ------------------------------------------ | ---- | ---- | ---- | ---- | ---- | ---- |
| 228                                        | 243  | 229  | 267  | 262  | 277  | 332  |
| Des de 1962: població sense dobles comptes |      |      |      |      |      |      |

## Administració
| Període | Identitat        | Partit |
| ------- | ---------------- | ------ |
| 2008-   | Pierre de Biasio |        |